# Tobias Welzel
Tobias Welzel (* 3. Februar 1990 in Göttingen) ist ein ehemaliger deutscher Basketballspieler. Er bestritt 17 Bundesliga-Spiele für die BG Göttingen.

## Karriere
Tobias Welzel spielte für seinen Heimatverein in Göttingen in der Nachwuchs Basketball-Bundesliga und später in der Basketball-Bundesliga. Am 16. Januar 2010 erzielte er im Spiel gegen die Phantoms Braunschweig seinen ersten Bundesliga-Punkte. In der Saison 2009/10 stand er für die Göttinger in fünf Partien des europäischen Vereinswettbewerbs EuroChallenge auf dem Feld, die Niedersachsen gewannen den Europapokal in dieser Saison. Beim Endspielsieg der „Veilchen“ gehört Welzel nicht zum Aufgebot.
Zwischen 2010 und 2014 stand Welzel beim UBC Hannover erst in der 2. Bundesliga ProA, dann in der 2. Bundesliga ProB unter Vertrag. Es folgten weitere ProB-Stationen in Recklinghausen und Wolfenbüttel. 2016 wechselte er zum TSV Neustadt in die 2. Regionalliga. 2017 gelang ihm mit der Mannschaft der Aufstieg in die 1. Regionalliga, dort trat er mit Neustadt dann in der Spielzeit 2017/18 an.